# 基督教民主呼籲
基督教民主呼吁（發音：[ˌkrɪstə(n)deːmoːˈkraːtis ɑˈpɛl]）是荷兰的一个基督教民主主義政黨。

## 歷史

### 1977年以前
1880年起，許多天主教和新教政黨一同活動，被稱作「聯盟」。1888年，他們籌組第一個基督教民主主義政府，首相為反革命黨（Anti Revolutionary Party）籍艾尼亞斯·馬凱（Æneas Mackay）。由於各黨間仍存在著許多問題，1894年有許多反天主教與貴族保守主義者離開新教的反革命黨，籌組基督教歷史聯盟（Christian Historical Union）。新教政黨與天主教政黨間，存在歧異的最主要議題是駐教廷荷蘭代表的定位與荷屬東印度的未來。
1918年，三大黨皆在國會兩院取得多數，其中兩黨入閣。其多數地位一直維持到1967年。戰後三大基督教民主主義政黨為天主教人民黨（Catholic People's Party，KVP）、新教的反革命黨、新教的基督教歷史聯盟（Christian Historical Union，CHU）。
1960年代，由於荷蘭社會更加世俗化，以及支柱化的衰退，選民開始轉向其他政黨。1963年，三黨拿下51%的選票，但到1972年，得票率衰退至32%。這項趨勢迫使三黨更加緊密合作。1967年，由各黨六名傑出政治家所組成的智庫－十八人小組成立，進行三黨未來合作模式的規畫。1968年，三黨領袖諾貝特·施梅爾策（Norbert Schmelzer，KVP）、巴倫德·比舒維爾（ARP）和 Jur Mellema（CHU）會面，表示三黨將繼續合作。
這導致三黨內的開明派興起，特別是反革命黨與天主教人民黨，對於政治結盟感到後悔。1968年，這些人士成立激進黨。這個左派政黨尋求與工黨結盟。三黨在地方和省級政治中合作已久，在部分地區還成立共同的基督教民主主義議會團體並共同推出候選人名單。1971年，三黨發表共同政治方案，成為第一屆比舒維爾內閣的基礎，失敗的選舉為合作賦予了新的動力。天主教人民黨籍荷蘭下議院議員皮特·斯滕坎普被任命為議長，為三黨的聯盟建立基礎。1973年，聯盟正式成立，由斯滕坎普擔任主席。
這次合作卻因工黨領袖約普·登·厄伊爾組閣而挫敗。登·厄伊爾拒絕基督教歷史聯盟入閣，形成天主教人民黨、反革命黨和基督教歷史聯盟在同屬一個議會黨團，卻只有天主教人民黨、反革命黨入閣。登·厄伊爾內閣充斥著政治與個人衝突。

### 1977–1994：聯合政府

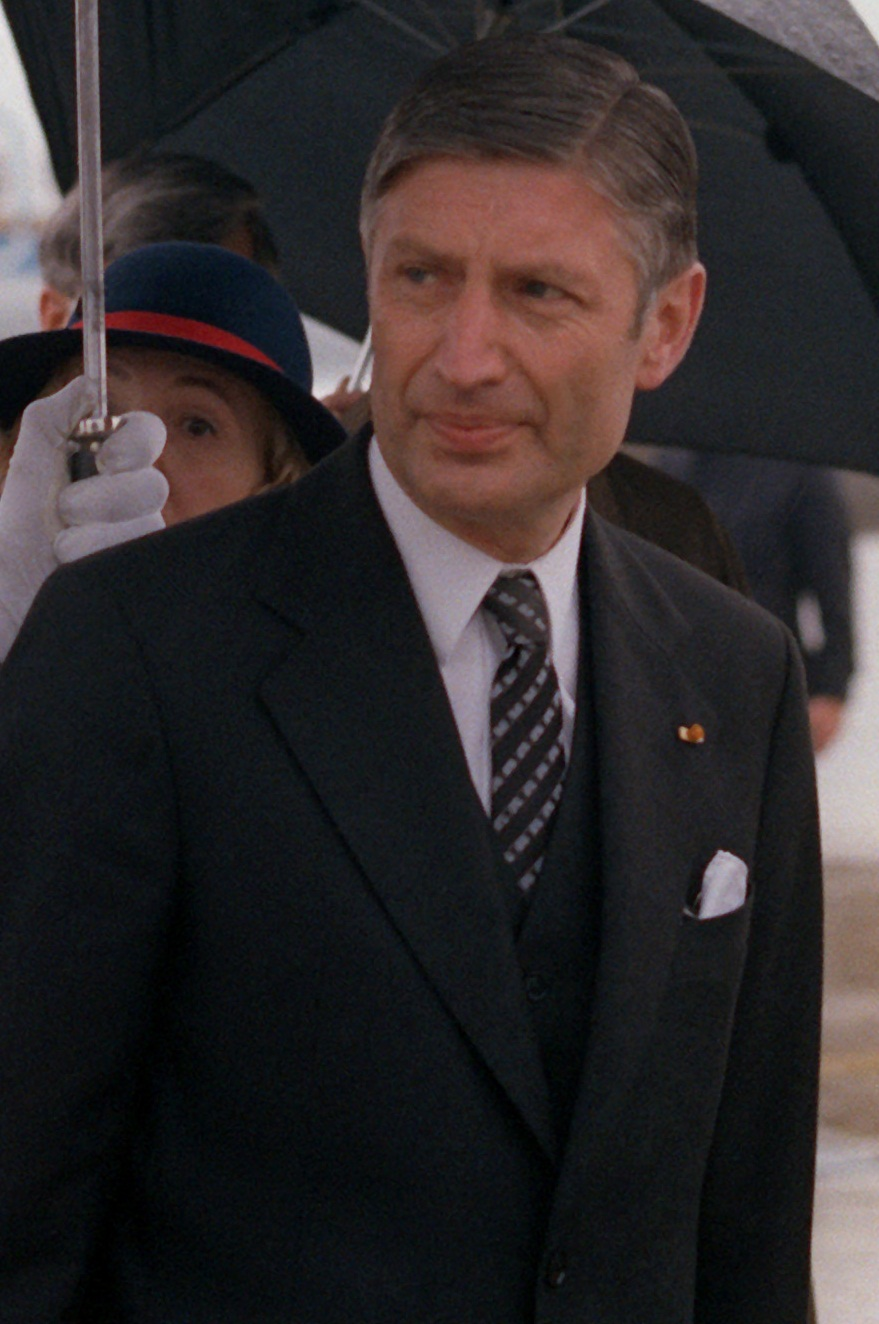
1976至1982年領袖德里斯·范阿赫特（Dries van Agt）

1977年大選，三黨推出共同提名名單。天主教人民黨籍司法大臣德里斯·范阿赫特（Dries van Agt）排名第一位。在選舉中他表示基民黨為中間派政黨，不會向左或向右傾斜。
選舉結果逼使范阿赫特必須與工黨的登·厄伊爾展開對話。但協商在兩人的相互敵意之下宣告失敗。超過300天的協商終告失敗，范阿赫特轉向與中右翼保守自由派的自由民主人民黨進行協商。與自由民主人民黨的組閣導致基民黨內保守與改革派的分裂。1980年10月11日，三黨決定正式合併為單一政黨－基民黨。1981年大選，基民黨與自由民主人民黨失去國會多數，基民黨被迫與工黨合作。范阿赫特續任首相，登·厄伊爾成為副首相。第二屆范阿赫特內閣因意識形態與個人衝突，一年後宣告失敗。

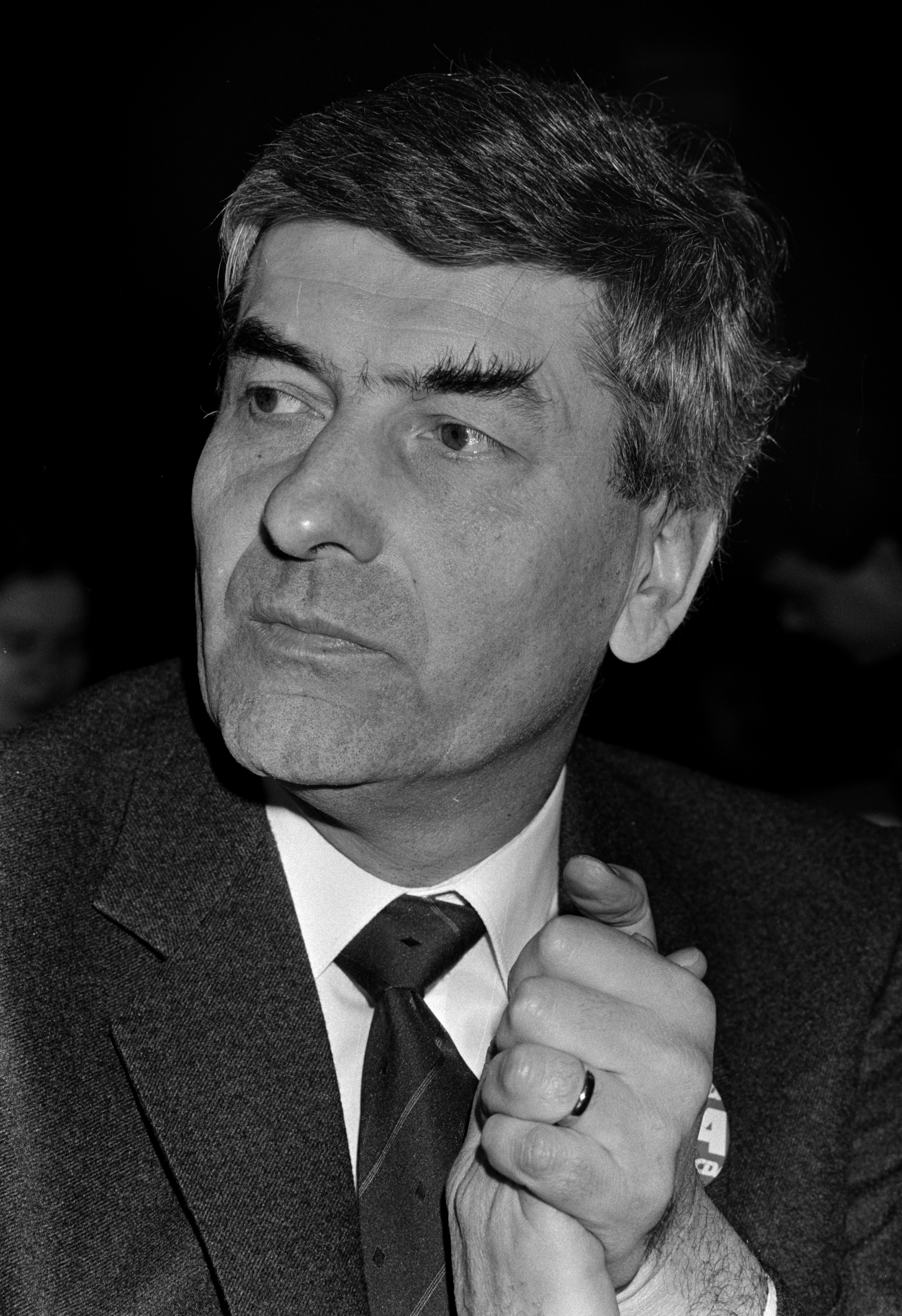
呂德·呂貝爾斯（Ruud Lubbers），1982至1994年基民黨領袖及首相

1982年大選，基民黨與自由民主人民黨合組內閣。新任基民黨領袖呂德·呂貝爾斯（Ruud Lubbers）制定了一個雄心勃勃的改革方案，內容包括了預算刪減、老年與傷殘補恤金改革、公部門自由化。呂貝爾斯繼續在1986年大選與1989年大選中獲勝，他的支持者也包括了無信仰的民眾。1989年，雖然基民黨勝選，但無法與盟友自由民主人民黨取得國會多數，使得基民黨被迫與工黨進行組閣協商。第三屆呂貝爾斯內閣仍持續推動改革法案，但部分內容被工黨提出修正，部分則遭到工黨反對。

### 1994年至今

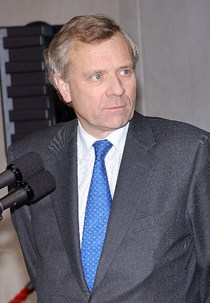
夏侯雅伯，1997至2001年政黨領袖

1994年大選，基民黨內出現問題：首相呂貝爾斯與候選名單第一位的埃爾科·布林克曼（Elco Brinkman）不和、不支持老年與傷殘撫卹金改革與權力傲慢造成戲劇性的敗選。新內閣是自1918年以來第一次沒有基督教民主黨人士加入的內閣。工黨領袖維姆·科克成為首相。此後8年基民黨成為反對黨。
2002年大選，極右派政治人物皮姆·富图恩（Pim Fortuyn）謀殺案讓許多選民轉而支持基民黨，希望能穩定荷蘭政治。基民黨與自由民主人民黨、皮姆·富图恩名單（Pim Fortuyn List）籌組內閣，惟因皮姆·富图恩名單因富图恩被刺殺而失去政治領袖，很快與自民黨及基民黨出現分歧，聯合政府最終破裂，被迫提前大選。
2003年大選，基民黨與工黨進行組閣協商。協商因巴爾克嫩德與工黨領袖沃特·博斯（Wouter Bos）的私人恩怨而失敗。巴爾克嫩德最後與自由派的自由民主人民黨、民主66組成中右翼聯合政府。該執政聯盟提出了一個雄心勃勃的改革計劃，包括更嚴格的移民法律、政治機構的民主化、改革社會安全制度與勞動法。
2006年大選後，基民黨與工黨、社會基督教政黨基督教聯盟籌組聯合政府。內閣政策更為進步主義，透過增加稅收來提升政府支出。
2010年大選，基民黨失去半數席次，落居第四大黨，次於自由民主人民黨、工黨和自由黨。巴爾克嫩德宣布辭職，將留任到女王任命新首相為止。由於自民黨和工黨談判組閣失敗，失去最大黨地位的基民黨逐同意與自民黨組成少數派聯合政府，並獲自由黨支持信任動議。自揚·彼得·巴爾克嫩德辭職後，該黨很长一段时间未有正式政黨領袖。直到2012年5月，西布兰德·范哈尔斯马布马才正式出任该党领袖。
2012年大選，因自由黨撤回對聯合政府的支持，大選提前舉行。基民黨失去8個席位，只有13席，落居第六大黨，成為在野黨。

## 思想與議題
基民黨為基督教民主主義政黨，但聖經現時只被視為靈感來源之一。該黨也有猶太人、穆斯林與印度教等議員，並支持少數族群融入荷蘭社會。
基民黨有四大主要理想：共同承擔責任、管理、公正與團結。共同承擔責任是指建立社會的方式：不應由任何一個組織控制整個社會，國家、市場、社會機構應該像教會或工會一起攜手合作。這被稱為君權範疇論（sphere sovereignty）－新教政治哲學的核心概念。這也是國家應被組織的方式。不是由國家的任一層級政府有完全的控制權，而是由地方、省級、國家和歐盟政府等的共同承擔責任。這在天主教政治中被稱為輔助性原則。基督教民主主義指的管理是指我們應將地球視為上帝給予的禮物。因此我們應視著保護我們的環境。這代表基民黨是一偏向保守主義的中間派政黨
- 國家赤字應該一代內償還，以處理人口老年化所帶來的影響。
- 應停止繼續容許軟性毒品，並進一步限制賣淫、墮胎和安樂死。
- 堅定支持歐洲整合與土耳其在未來可加入歐盟（現時已改為反對土耳其加入歐盟）。
- 希望使更多的學校和醫院負責自己的政策，而不是由政府規範。

### 新路線
2012年1月21日，基民黨召開黨大會決議採取中間派路線，前社會大臣 Aart-Jan de Geus 稱為「激進中間派」（het radicale midden）。基民黨明確表示終止過去的中間偏右路線。儘管如此，該黨仍會繼續與中間偏右的自由民主人民黨組成執政聯盟。
Aart-Jan de Geus領導的「策略委員會」制定報告重新定義政黨路線，提出以下建議：
- 限制所謂的免除房屋貸款利息（Home mortgage interest deduction）；
- 引進單一稅；
- 對環境友善的政策（生態稅）；
- 堅定的親歐政策；
- 更友善的移民政策；
- 人人機會均等；
- 加強高等教育投資；
- 和更現代的社會政策。

## 選民
基民黨主要支持者過去來自新教與天主教徒，現主要集中在農村地區與老年人。基民黨作為偏向保守的中間派政黨吸引各階層與各宗教選民的支持。
地理上，基民黨的票倉在北布拉班特省、林堡省和上愛塞省，以及費呂沃、韦斯特兰地區。2006年議會選舉，基民黨在上愛塞省蒂贝亨獲得最高支持率（66.59%）。該黨在四大主要城市（阿姆斯特丹、鹿特丹、海牙、烏特勒支）和格羅寧根省、德倫特省支持率較低。

## 外部連結
- 官方網站 （页面存档备份，存于）